# 海東高僧伝
『海東高僧伝』（かいとうこうそうでん、해동고승전）とは、高麗で編纂された高僧伝。嘉定8年（1215年）に覚訓が撰述した。長らく失われていたが、19世紀末に一部が再発見された。

## 概要
本書は現存するほぼ唯一の朝鮮の高僧伝であり、三国時代の僧侶の伝記を収めている。現存するのは最初の2巻のみであり、これは「流通」にあてられている。また朝鮮では訳経がなかったため、「訳経」はない。他に、了円『法華霊験伝』の「顕比丘尼身」という説話に、「出海東高僧伝第五」とあるため、少なくとも5巻以上であることが解る。

## 写本
朝鮮光文会本
李晦光が星州の寺で発見した写本。1910年、朝鮮光文会に寄贈されたが、現在は所在不明。1927年、崔南善が『仏教』37号に翻刻を掲載した。
浅見倫太郎本
1914年4月25日、浅見倫太郎が京城の古書店で購入し、1917年に「渡辺彰所蔵古抄本」と対校した写本。この渡辺彰所蔵古抄本が何かは不明。現在はカリフォルニア大学バークレー校東アジア図書館所蔵。浅見がこれを書写して、黒板勝美に贈り、それが、『大日本仏教全書』（1917年）に収録された。

## 内容
| 巻1 | 流通1 | 順道・亡名・義淵・曇始・摩羅難陀・阿道（黒胡子・元表）・玄彰・法空（=法興王）・法雲（=真興王）                                                      |
| 巻2 | 流通2 | 覚徳（明観）・智明（曇育）・円光（円安）・安含（胡僧2人・漢僧3人・曇和・安広）・阿離耶跋摩・慧業・慧輪・玄恪（玄照・亡名2人）・玄遊（僧哲）・玄大梵 |